# برخاست و فرود متعارف

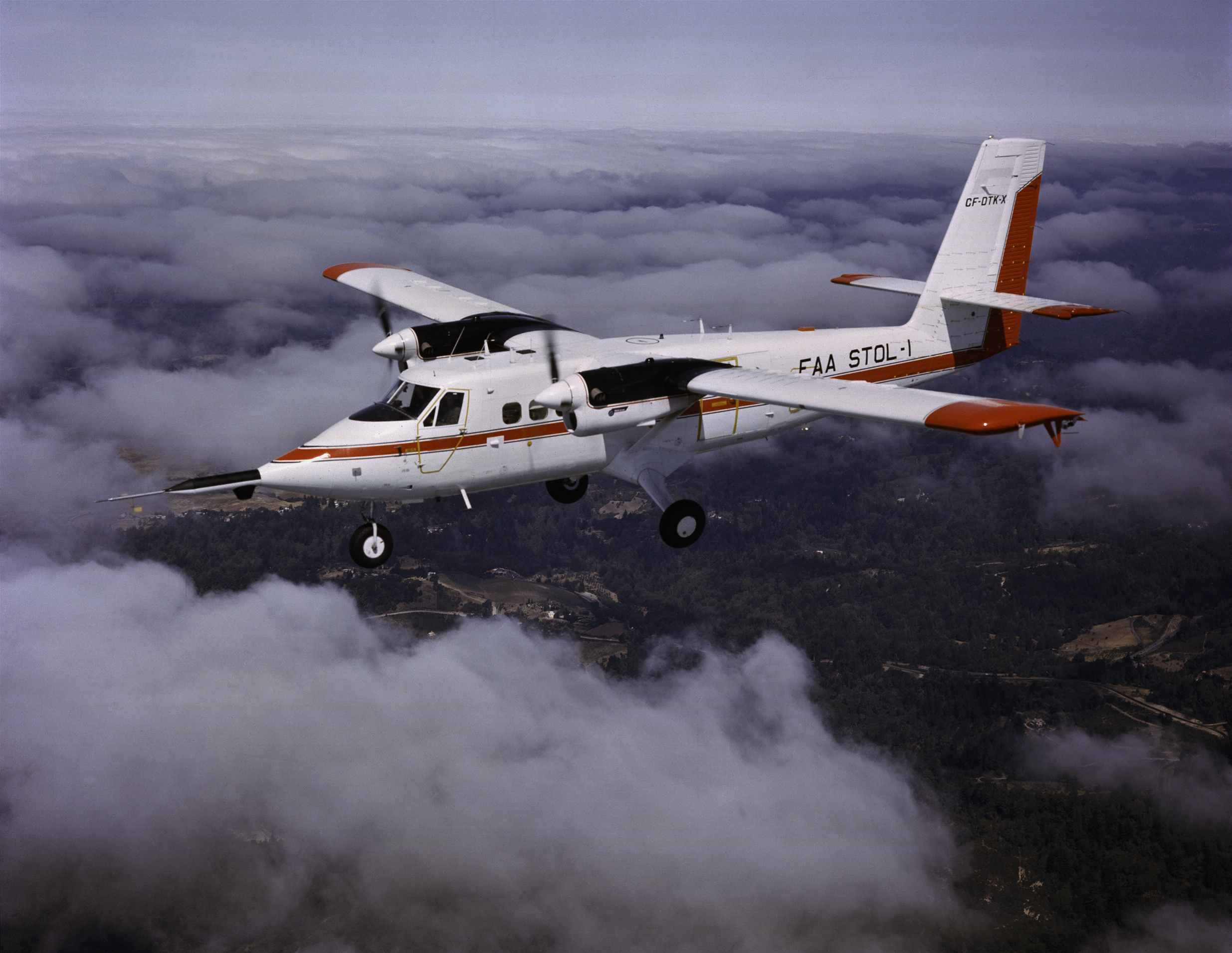
تصویری از فرود هواگرد

برخاست و فرود متعارف یا CTOL‏ فرآیندی است که طی آن یک هواگرد به شیوهٔ متعارف و افقی و با پیمودن باند، فرود یا برخاست انجام می‌دهد. اکثر هواگردهای غیر نظامی، نظامی و تجاری به این شیوه نشست و برخاست می‌کنند.